# Ingrassia micronota
Ingrassia micronota  (лат.) — вид перьевых клещей рода Ingrassia Oudemans, 1905 из семейства Xolalgidae. Острова Зеленого Мыса: Cape Verde Archipelago, Raso Island, Ilhéu Grande Island, Ilhéu de Cima Island. Длина тела 0,2—0,3 мм (длина идиосомы самцов 265—280 мкм, самок — 285—305 мкм). Паразиты птиц из семейства Буревестниковые: тайфунник Бульвера, Bulweria bulwerii (Jardine and Selby).
Покровы тела слабо хитинизированы. Самцы отличаются сильно развитыми ногами IV пары (первые три пары ног примерно одинаковые по размеру). Видовое название I. micronota связано с очень мелким размером гистеронотального диска самок (0,07 — 0,08 мм).